# Peter Rechenberg

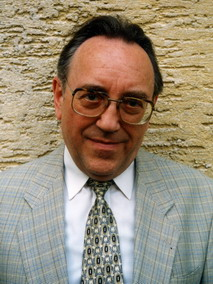
Peter Rechenberg

Peter Rechenberg (* 18. Juli 1933 in Berlin) ist deutsch-österreichischer Informatiker. Er wirkte unter anderem an der TU Berlin und 1974–1999 an der Johannes Kepler Universität Linz.

## Leben
Von 1954 bis 1960 studierte Peter Rechenberg an der TU Berlin Elektrotechnik. Als Nebenfach belegte er ein Musikstudium an der damaligen Hochschule für Musik (heute Hochschule der Künste Berlin). Seine Diplomarbeit im Studium der Elektrotechnik befasste sich mit dem Einschwingvorgang einer gezupften Geigensaite.
1960 heiratete er die Pianistin Ursula Müller. Im gleichen Jahr nahm er eine Stelle am Institut für Automation der AEG in Berlin an. Im Rahmen dieser Tätigkeit konnte er viel Erfahrung im Gebiet der Automatisierungstechnik sammeln, die in seiner ersten Publikation, dem Buch Grundzüge digitaler Rechenanlagen (1964) mündeten. Seine berufliche Laufbahn brachte ihn bei der AEG mit einer Zuse Z23 in Kontakt, an der er seine Fähigkeiten als Softwareentwickler erkannte. Er wechselte in das Forschungsinstitut der AEG, wo er eine „IBM 7040“-Großrechenanlage benutzen konnte. Bei dieser Anstellung stieg er zum Leiter eines Programmierlabors mit drei Mitarbeitern auf. Er und sein Team entwickelten Software zum Design von Leiterplatten.
Von 1966 bis 1969 promovierte er am Berliner Heinrich-Hertz-Institut bei Wolfgang Giloi. Sein Forschungsgebiet war die digitale Simulation. Während dieser Zeit hielt er an der TU Berlin Vorlesungen zum Thema Fortran-Programmierung und den Prinzipien von Programmiersprachen. Seine Doktorarbeit beschäftigte sich mit einem auf endlichen Automaten basierenden Modell zur Simulation stetiger Vorgänge. Er entwickelte dafür auch eine Simulationssprache, die gute Konzepte aus anderen damals bekannten Programmiersprachen vereinigte. Diese waren seine ersten Schritte auf dem Gebiet des Compilerbaus und der formalen Sprachen, die ihn durch sein Leben begleiten sollten.
Nach seiner Dissertation erhielt er die Stelle eines Wissenschaftlichen Rates und Professors an der TU Berlin. Er wurde Leiter einer Forschungsgruppe zum Thema Compilerbau. Während dieser Tätigkeit verfasste er ein Standard-Lehrbuch der PL/I-Programmierung.
1974 wurde er auf eine Professorenstelle an der erst kurz davor gegründeten Johannes Kepler Universität Linz (damals Hochschule für Sozial- und Wirtschaftswissenschaften) berufen. Er trat den Dienst in Linz zu Jahresbeginn 1975 an. An der JKU befasste sich Rechenberg mit Softwaretechnik, Algorithmen und Datenstrukturen, Compilerbau und formalen Sprachen. Mit seinem Team entwickelte er einen Modula-2-Compiler für Intel-8080-Prozessoren und später für IBM/370-Rechner. Eine intensive Kooperationstätigkeit mit dem Team um Niklaus Wirth, dem Modula-2-Entwickler an der ETH Zürich, entstand.
Während der 1990er-Jahre verfasste er zwei einflussreiche Bücher. In Was ist Informatik? stellte er diese Wissenschaftsdisziplin auch für interessierte Laien verständlich dar. Das Informatik-Handbuch, das Rechenberg gemeinsam mit Gustav Pomberger als Herausgeber betreute, entwickelte sich zu einem Standardwerk der Informatik.
1999 wurde er emeritiert.

## Schriften
Bücher (Auszug)
- als Herausgeber mit Gustav Pomberger: Informatik-Handbuch. 4. Auflage, Hanser, München u. a., 2006, ISBN 3-446-40185-7.
- Was ist Informatik? Eine allgemeinverständliche Einführung. 3. Auflage, Hanser, München 2000, ISBN 3-446-21319-8.
- Technisches Schreiben. (Nicht nur) für Informatiker. 3. Auflage, Hanser, München u. a. 2006, ISBN 3-446-40695-6.